# Ina Claire
Ina Claire (ur. 15 października 1893 zm. 21 lutego 1985) – amerykańska aktorka filmowa. Zmarła na niewydolność serca.

## Filmografia
- 1915: The Puppet Crown jako Księżniczka Alexia
- 1930: Królewska rodzina Broadwayu jako Julie Cavendish
- 1939: Ninoczka jako Swana
- 1943: Claudia jako Pan Brown

## Wyróżnienia
Posiada swoją gwiazdę na Hollywoodzkiej Alei Gwiazd.